# Baieroxylon
Baieroxylon é um gênero extinto de planta pertencente à família Ginkgoaceae. Eram encontrados em todo o planeta durante o Triássico, Jurássico e Cretácio.

## Localização dos Sítios Paleontológicos
- Argentina.[1]
- Alemanha.[2]
- Brasil, Formação Santa Maria, período Triássico Superior.[3]
- Chile.